# Ткаченко Юрій Анатолійович
Ю́рій Анато́лійович Ткаче́нко (19 серпня 1935, Запоріжжя, УРСР, СРСР — 5 серпня 2000, Київ, Україна) — український кінооператор, кінорежисер, сценарист.

## Життєпис
Народився 19 серпня 1935 р. в м. Запоріжжі в родині робітника. Закінчив операторський факультет Всесоюзного державного інституту кінематографії(1958).
Працював оператором і режисером «Укркінохроніки».
З 1983 р. — режисер студії «Укртелефільм».
Був членом Національної Спілки кінематографістів України.
Помер 5 серпня 2000 р. в Києві.
Похований на старому цвинтарі під Святою Горою, біля с. Ушня, Золочівського району, Львівської області. На могилі встановлений стилізований козацький хрест.

## Фільмографія
Зняв документальні стрічки: «Земля Київська» (1959), «Місто шахтарської слави» (1960), «Кубок змінює адресу» (1961), «Десята ювілейна», «Золотий м'яч» (1962), «Вам, двадцятирічні», «Мис Тарханкут», «Пісня завжди з нами», «Листи Люби Молдован», «Ми студенти різних континентів» (1963), «Сучасні запорожці», «Керманичі» (1965, Перша премія Зонального огляду, Ленінград, 1966; Диплом Міжнародного фестивалю, Лондон, 1966; Диплом за найкращу операторську роботу Всесоюзного кінофестивалю, Київ, 1966; Диплом Міжнародного кінофестивалю, Обергаузен, 1967; Диплом Міжнародного кінофестивалю, Нью-Йорк, 1967), «195 днів» (1965), «Кораблі не вмирають» (1965, у співавт., Перша премія зонального огляду, Ленінград, 1966; Перша премія Всесоюзного кінофестивалю, Київ, 1966), «Берег надії», «Грані таланту» (1966), «Мужність», «Десант у безсмертя» (1967), «Довженкова земля» (1970), «Леся Українка», «Музика Веделя» (1971), «Про дружбу співа Україна» (1974, у співавт.), «Батько садів» (1975), «Суперкубок» (1975, співавт. сценарист, режисер, оператор), «Спогад про ярмарок» (1980), «Лобановський. Роздуми про футбол» (1982, співавт. сценарист), «Гоголь» (1982) та ін.
Створив художні телефільми:
- «Вечори на хуторі біля Диканьки» (1983)
- «Украдене щастя» (1984)
- «Ніч у маю» (1991)[2][3]
- «Невідомий Чорновіл» (1991)